# Вейл-Самміт (Меріленд)
Вейл-Самміт (англ. Vale Summit) — переписна місцевість (CDP) в США, в окрузі Аллегені штату Меріленд. Населення — 111 особа (2020).

## Географія
Вейл-Самміт розташований за координатами 39°37′2″ пн. ш. 78°54′34″ зх. д. / 39.61722° пн. ш. 78.90944° зх. д. (39.617244, -78.909381).  За даними Бюро перепису населення США в 2010 році переписна місцевість мала площу 2,54 км², з яких 2,53 км² — суходіл та 0,01 км² — водойми.

## Демографія
Згідно з переписом 2010 року, у переписній місцевості мешкало 139 осіб у 55 домогосподарствах у складі 39 родин. Густота населення становила 55 осіб/км².  Було 59 помешкань (23/км²).
Расовий склад населення:
| - 99,3 % — білих |

До двох чи більше рас належало 0,7 %. Частка іспаномовних становила 0,0 % від усіх жителів.
За віковим діапазоном населення розподілялося таким чином: 16,5 % — особи молодші 18 років, 65,5 % — особи у віці 18—64 років, 18,0 % — особи у віці 65 років та старші. Медіана віку мешканця становила 46,3 року. На 100 осіб жіночої статі у переписній місцевості припадало 90,4 чоловіків;  на 100 жінок у віці від 18 років та старших — 93,3 чоловіків також старших 18 років.
За межею бідності перебувало 21,6 % осіб, у тому числі 55,0 % дітей у віці до 18 років та 0,0 % осіб у віці 65 років та старших.
Цивільне працевлаштоване населення становило 18 осіб. Основні галузі зайнятості: освіта, охорона здоров'я та соціальна допомога — 100,0 %.